# (2423) Ibarruri
(2423) Ibarruri (1972 NC) – planetoida z grupy przecinających orbitę Marsa okrążająca Słońce w ciągu 3,24 lat w średniej odległości 2,19 au. Odkryta 14 lipca 1972 roku.